# Karin Wolff (Politikerin, 1961)
Karin Wolff (* 18. Januar 1961 in Griesheim, Kreis Arnstadt) ist eine ehemalige deutsche Politikerin (SED). Als Abgeordnete der FDJ gehörte sie von 1981 bis 1986 (8. Legislaturperiode) der Volkskammer der DDR an.
Wolff, Tochter von Genossenschaftsbauern, erlernte von 1977 bis 1979 den Beruf des Wirtschaftskaufmanns der Spezialisierungsrichtung „Landwirtschaft und Nahrungsgüterwirtschaft“. Anschließend nahm sie ein Studium an der Agraringenieurschule Walter Ulbricht in Weimar auf.
1974 trat Karin Wolff der FDJ und 1980 der SED bei. Seit 1979 gehörte sie der Gemeindevertretung von Griesheim an. Von 1981 bis 1986 war sie Mitglied der Volkskammer und ihres Ausschusses für Haushalt und Finanzen.